# Souk El Tenine (distrito)
Souk El Tenine é um distrito localizado na província de Bugia, Argélia, e cuja capital é a cidade de mesmo nome, Souk El Tenine. Em 2008, a população total do distrito era de 33 854 habitantes.[carece de fontes?]

## Municípios
O distrito está dividido em três comunas:
- Souk El Tenine
- Melbou
- Tamridjet